# پدرو (بازیکن فوتبال، زاده ۱۹۹۷)
پدرو گیلرمه آبرئو دوس سانتوس (پرتغالی: Pedro Guilherme Abreu dos Santos؛ زادهٔ ۲۰ ژوئن ۱۹۹۷) بازیکن فوتبال اهل برزیل است.